# Lawrence Watt-Evans
Lawrence Watt-Evans (* 26. červenec 1954, Arlington, Massachusetts, USA) je americký spisovatel, který používá pseudonym Nathan Archer. Je známý českým čtenářům z překladu několika knih i povídek. Knih napsal více než 30, většinou sci-fi a fantasy. Je držitelem ocenění Hugo.

## Životopis
Má řadu sourozenců. Střední školu (Bedford High School) absolvoval v Bedfordu, pak vysokoškolské studium na Princeton University. Nyní žije ve Washingtonu.

## Dílo

### Série Star Trek Voyager
- 1995 Ragnarök, v češtině pod stejným názvem vydáno roku 2007

### Série Mars Attack
- 1997 Martian Deathtrap, v češtině pod názvem Vražedná past Marťanů

### Jiné SF a fantasy romány
- Predator: Concrete Jungle, v češtině roku 2003 s názvem Predátor – Betonová džungle